# Zoreseisen
Zoreseisen (auch: Z-Eisen) waren von dem französischen Ingenieur Charles Ferdinand Zores in der zweiten Hälfte des 19. Jahrhunderts entwickelte Eisenprofile zur Verwendung in den Tragwerken verschiedener Eisenkonstruktionen. Sie waren in Frankreich sehr verbreitet.
In anderen Ländern wie Deutschland wurden vor allem die ursprünglich als fer arrondi (gerundete Eisen) bezeichneten standardisierten Walzprofile aus Schmiedeeisen verwendet, deren Form einer umgedrehten Regenrinne ähnelt. Sie dienten als eiserner Brückenbelag, der die Fahrbahnträger überdeckte und die Unterlage des Schotters, des Betons oder des Pflasters für die eigentliche Fahrbahn bildete. Sie wurden zur besseren Entwässerung mit Abständen von 2 bis 3 cm verlegt.
Für den gleichen Zweck, meist bei kleineren Lasten, wurden auch Buckelplatten verwendet.
Die Profileisen besitzen bei gleichem Querschnitt eine etwas geringere Festigkeit gegen das Biegen als Doppel T-Eisen. Dagegen haben sie den Vorteil größerer Steifigkeit gegen Kräfte, welche von der Seite auf sie einwirken; ferner haben sie breitere Grund- oder Auflageflächen, auch sind sie durch ihre schrägen Seitenflächen besonders geeignet, als Widerlager und Träger von Gewölben zu dienen.

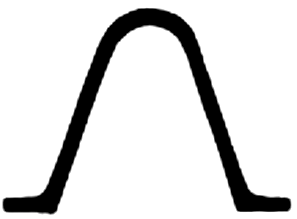
Skizze eines Zores-Eisens
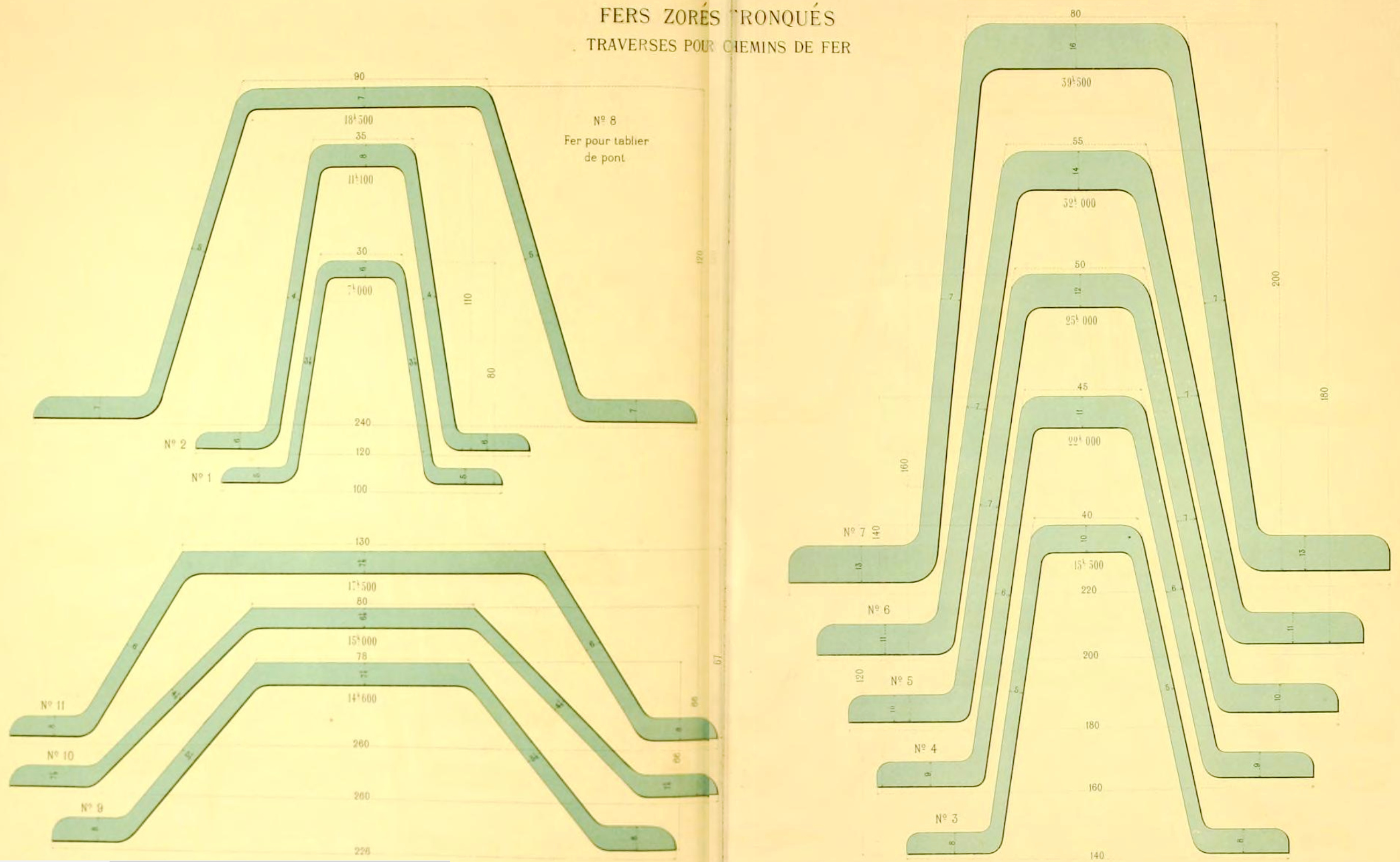
Z-Eisen für Bahnschwellen
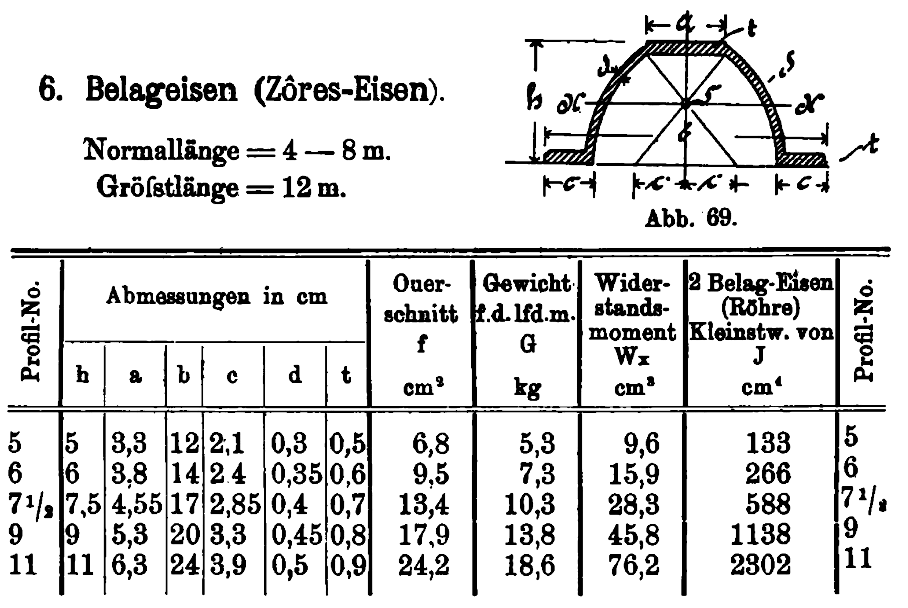
Belageisen (Zôres-Eisen)